# Carrer del Carme (Barcelona)
El carrer del Carme és un vial del Raval de Barcelona, que va des de la Rambla fins a la plaça del Pedró. El seu nom prové de l'antic convent dels carmelites calçats, documentat ja abans de l'any 1294 i avui desaparegut.

## Història
Antigament, el traçat del carrer era un camí que conduïa des de la Porta Ferrissa, un dels portals de la muralla medieval situat a la Rambla, fins a la Creu Coberta, situada prop de l'actual plaça d'Espanya. Després de la construcció de la segona muralla, que circumdava el Raval, el camí sortia pel nou portal de Sant Antoni.
El nom del carrer prové del convent carmelita establer a la fi del segle xiii. L'edifici va ser cremat el 1835 i posteriorment reconstruït com a seu de la Universitat de Barcelona, fins que aquesta va ser traslladada al nou edifici de la plaça de la Universitat. L'edifici va ser enderrocat el 1876 i el solar va ser reurbanitzat, donant origen a dos nous carrers, la del Pintor Fortuny i la del Doctor Dou, disposades ortogonalment, així com una altra mitgera, la del Notariat. Els nous espais van ser ocupats per edificis d'habitatges, construïts entre el 1878 i el 1888.
Entre 1937 i 1939 el carrer va rebre el nom de Kropotkin.
El carrer del Carme s'esmenta a la novel·la Journal du voleur de Jean Genet:
| « | En Barcelona, frecuentábamos sobre todo la calle Mediodía y la del Carmen. Nos acostábamos a veces seis en un jergón sin sábanas y, al amanecer, íbamos a pordiosear por los mercados. | » |

## Monuments

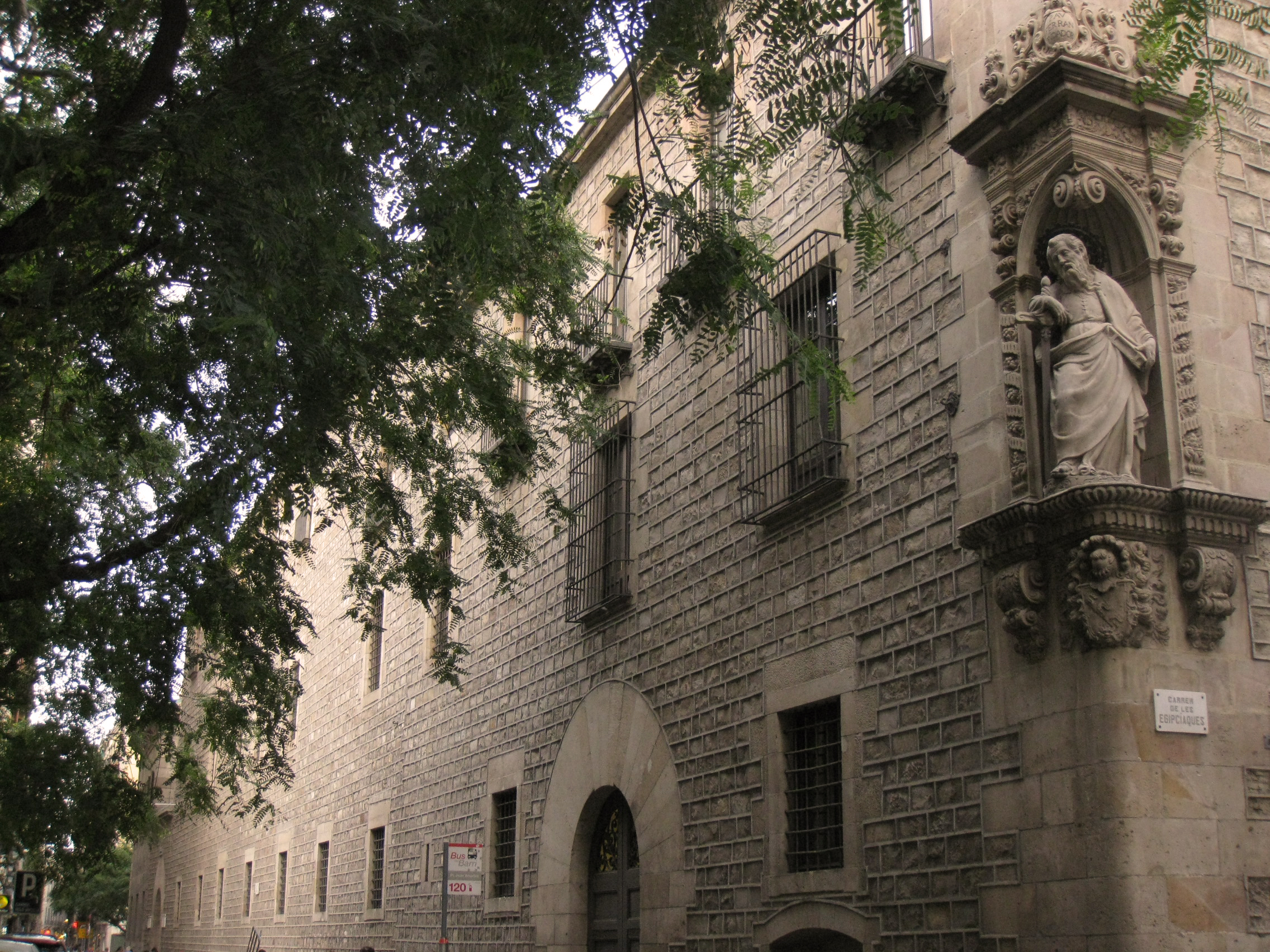
Casa de Convalescència

A més de l'antic convent carmelita, el principal edifici monumental del carrer és la Casa de Convalescència, construïda entre 1629 i 1680 com annex a l'Hospital de la Santa Creu, i que actualment és la seu l'Institut d'Estudis Catalans. Al seu costat hi ha el Col·legi de Cirurgia (1762-1764), obra de Ventura Rodríguez d'estil neoclàssic, que actualment acull la Reial Acadèmia de Medicina de Barcelona.
Al l'inici del carrer, cantonada amb la Rambla, hi ha l'església de Betlem (1681-1732), pertanyent a l'orde jesuïta. D'estil barroc, va ser obra de Josep Juli major. Té planta congregacional —a l'estil de l'església romana del Gesù, la degana de les esglésies jesuïtes—, nau longitudinal amb volta de canó, nàrtex d'entrada sota el cor i capelles intercomunicades, cadascuna amb una cúpula el·líptica amb llanterna. La façana té un parament d'encoixinat romboïdal, porta quadrada, rosassa i portada-retaule amb columnes salomòniques i entaulament clàssic però tractat barrocament, amb entrants i sortints, flanquejat per dues estàtues de sant Ignasi de Loiola i sant Francesc de Borja, obra d'Andreu Sala. A la cantonada amb el carrer d'en Xuclà hi ha una altra estàtua, en aquest cas de sant Francesc Xavier, obra de Francesc Santacruz.
Un altre edifici remarcable és el Grup Escolar Milà i Fontanals (núm. 46-48), obra de Josep Goday i Casals de 1921-1931. Pertany a un grup de col·legis patrocinats per la Mancomunitat de Catalunya i construïts per Goday entre 1919 i 1932: Ramon Llull (1919-1923), Lluís Vives (1919), Baixeras (1917-1920), Pere Vila (1921-1930), Milà i Fontanals (1930) i Collaso i Gil (1932). D'estil noucentista, aquest col·legi combina un traçat racional amb una exuberant decoració de frontons, motllures, escultures, aplicacions ceràmiques i esgrafiats, en un estil que imita l'arquitectura tradicional catalana dels segles xviii i xix.

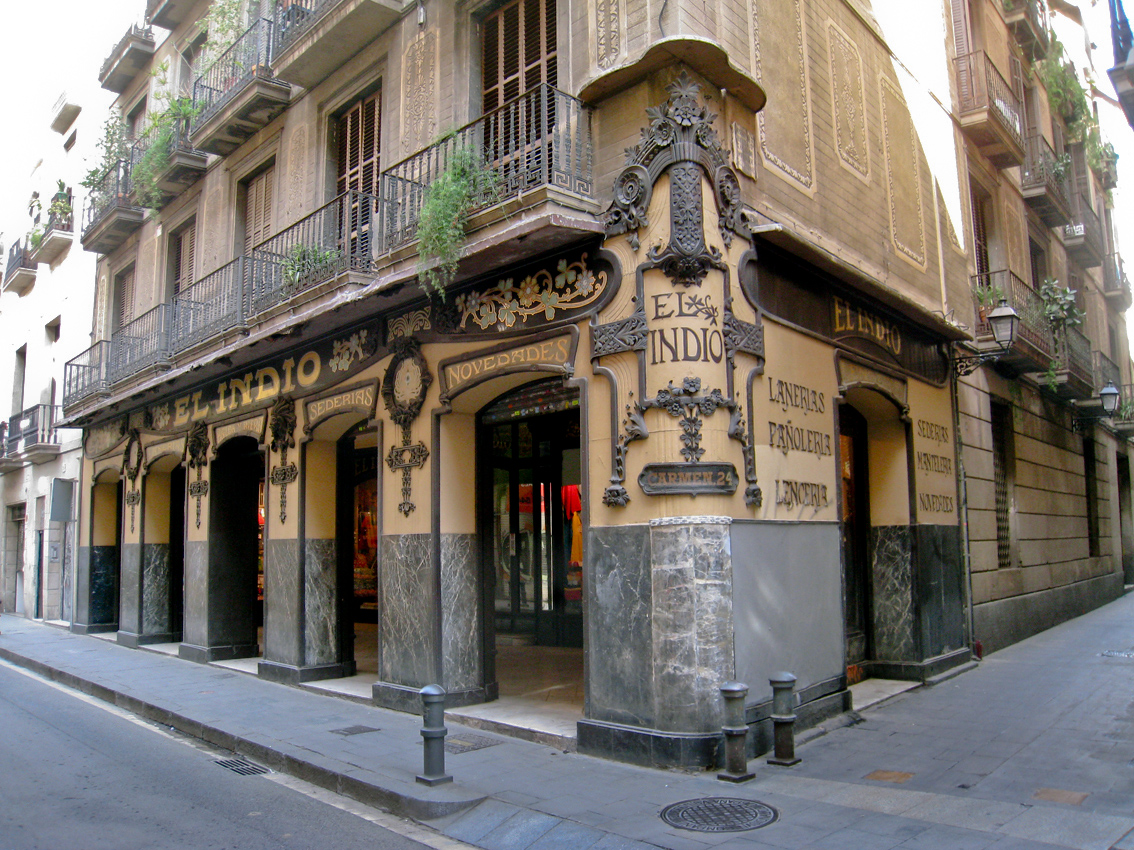
Llenceria El Indio

El mateix Goday va projectar el 1931 una font pública a la paret mitgera contigua al col·legi, traslladada recentment a la ubicació actual. Realitzada en pedra, presenta un estil noucentista que no obstant això recorda les fonts gòtiques. Presenta un cos central amb una pila inferior sobre la qual hi ha tres mascarons, el central en forma de cap de lleó i els laterals de joves nois; sobre aquests mascarons se situa un relleu amb ocells, i el cos central està coronat amb un angelot tocant una banya; en els laterals es troben unes pilastres rematades per cornucòpies i amb unes figures de peixos en els laterals inferiors.
Altres edificis d'interès són: la casa Epifani de Fortuny (núm. 23), obra de Francesc Daniel Molina de 1851, que destaca per la seva façana de pilastres corínties i baranes de ferro de forma assagetada; les cases Josep Vintró (núms. 25-25 bis), projectades per Antoni Valls i Galí entre 1851 i 1853, distingibles per les seves aplicacions de terracota amb forma de sanefa trenada; la casa Pau Vilaregut (núm. 30-32), projectada pel mateix autor el 1853; la Casa Lluís Papiol (núm. 31), d'estil barroc, reformada el 1800, on destaquen els esgrafiats de la façana, de temes mitològics; la casa Antoni Monasterio (núm. 59), obra d'Oleguer Vilageliu el 1850, remarcable pels seus plafons de terracota; i Ca l'Erasme (núm. 106), el palau del fabricant d'indianes Erasme de Gònima, obra de finals del segle xviii d'estil barroc, que conserva en el saló de la planta noble unes pintures murals de Joseph Flaugier catalogades com bens cultural d'interès nacional. Cal assenyalar també la llenceria El Indio al núm. 24, amb un disseny modernista elaborat pels decoradors Vilaró i Valls l'any 1922.